# 異齒爪獸屬
異齒爪獸屬是已滅絕的爪獸科下的一屬，生活於中新世晚期的歐洲。化石發現於德國巴伐利亞普福爾岑的哈馬什米爾達黏土坑。

## 命名學
異齒爪獸屬的學名「Anisodon」來自於希臘語的「anisos」，意思為「相異的」、以及「odontes」，意思為「牙齒」。

## 描述

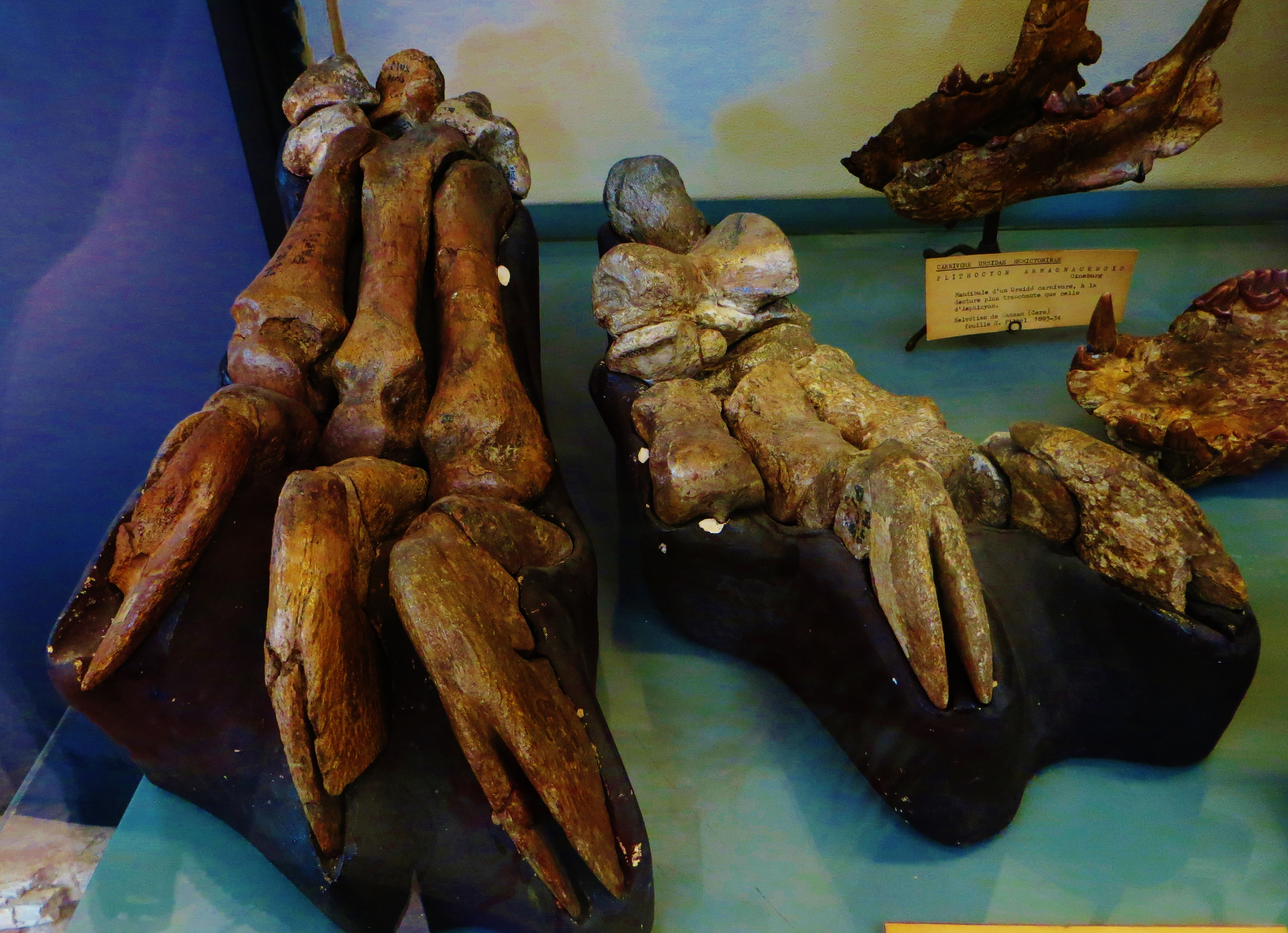
腳骨化石

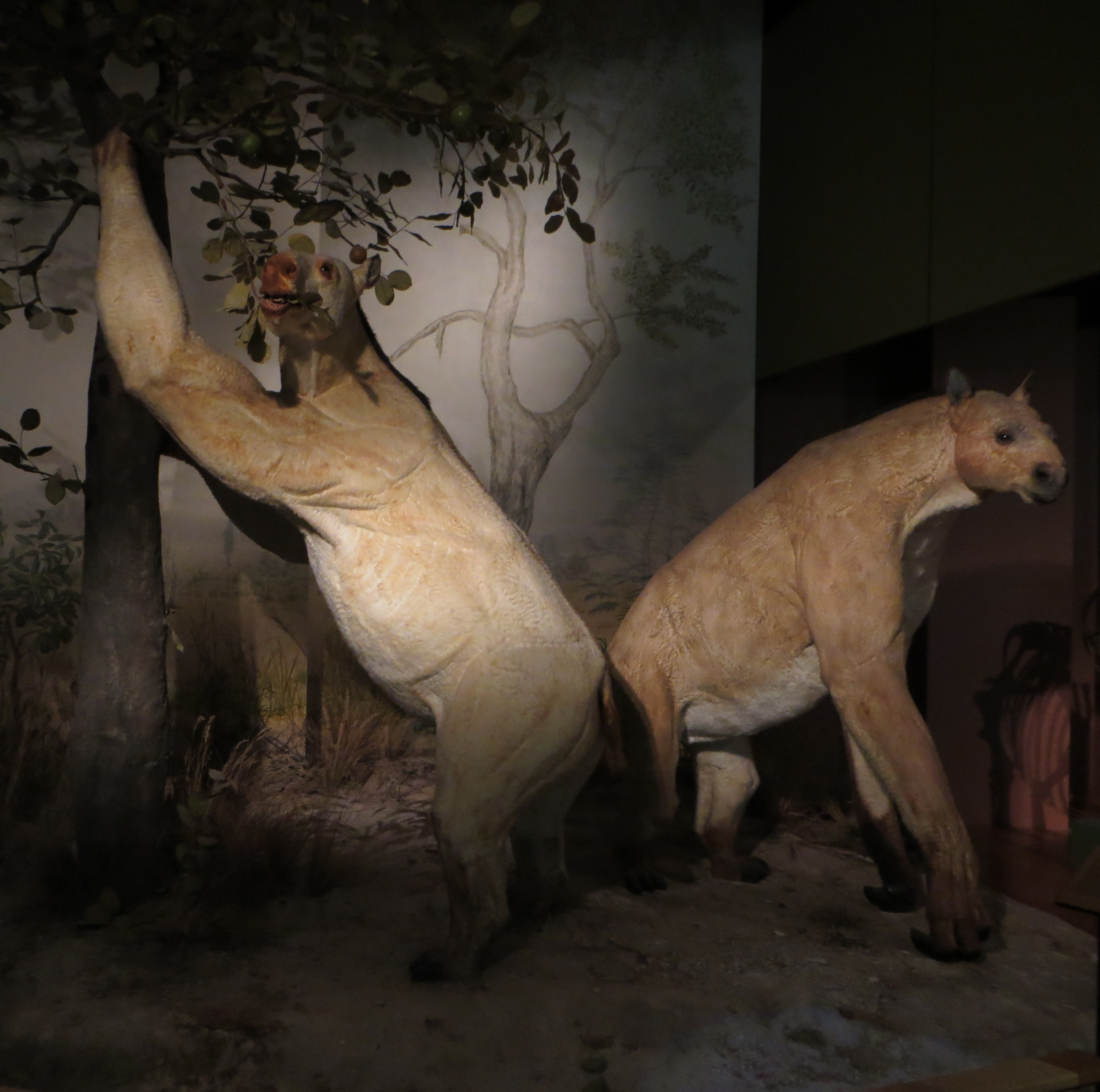
復原模型，展示於巴塞爾自然史博物館

異齒爪獸屬的肩高約為150 cm（59英寸），體重可達600（1,300磅）。牠們的長指爪被認為可用於抓取樹上的枝葉，或是用於抵禦掠食者。

## 古環境學
異齒爪獸屬生存的地區屬於季節性的乾燥氾濫平原，並有蜿蜒的溪流自南向北流淌其中，與牠們生活於同一地點的物種包括偶蹄目的中新羚屬、食肉目的河川獸屬和假貓屬、長鼻目的恐象屬和四稜齒象屬、以及齧齒目的大河狸等。

## 延伸閱讀
- McKenna, Malcolm C.; Bell, Susan K. . : 149.
- Lydekker, Richard. . . : 162.